# Liste des ambassadeurs d'Espagne en Autriche
L’ambassadeur d'Espagne en Autriche est le représentant légal le plus important du royaume d'Espagne en République d'Autriche. Nommé en Conseil des ministres, il dirige les offices qui dépendent de l'Ambassade dont le siège est à Vienne. De même, il informe le gouvernement espagnol sur l'évolution des évènements en Autriche, négocie au nom de l'Espagne et peut signer ou ratifier des conventions. Il observe le développement des relations bilatérales dans tous les domaines et s'assure de la protection des intérêts espagnols et de ces citoyens en Autriche.

## Ambassadeurs successifs
| Début            | Fin              | Ambassadeur                        | Observations                                                                    |
| ---------------- | ---------------- | ---------------------------------- | ------------------------------------------------------------------------------- |
| 1622             | 1622             | Diego Sarmiento de Acuña           | Ier comte de Gondomar                                                           |
| 1632             | 1640             | Manuel de Moura y Corte-Real       | IIe marquis de Castel Rodrigo                                                   |
| 1640             | 1640             | Francisco de Melo                  | -                                                                               |
| 1642             | 1644             | Manuel de Moura y Corte-Real       | IIe marquis de Castel Rodrigo                                                   |
| 1700             | 1700             | Francisco Moles                    | -                                                                               |
| 1700             | 1725             | aucun                              | Interruption des relations diplomatiques entre l'Autriche et l'Espagne.         |
| 1725             | 1725             | Juan Guillermo Ripperdá            | Ier duc de Ripperdá                                                             |
| 1727             | 1728             | Baluard de Bourneville             | -                                                                               |
| 1728             | 1731             | José de Viana y Eguiluz            | -                                                                               |
| 1731             | 1733             | James Fitz-James Stuart            | IIe duc de Berwick                                                              |
| 1734             | 1737             | aucun                              | Interruption des relations diplomatiques entre l'Autriche et l'Espagne.         |
| 1737             | 1738             | Pedro de Cebrián y Agustín         | Ve comte de Fuenclara                                                           |
| 1738             | 1741             | José Carpintero                    | -                                                                               |
| 1741             | 1748             | aucun                              | Interruption des relations diplomatiques entre l'Autriche et l'Espagne.         |
| 1750             | 1754             | Antonio de Azlor y Marimón         | -                                                                               |
| 1755             | 1760             | Alonso Verdugo y Castilla          | IIIe comte de Torrepalma                                                        |
| 1760             | 1777             | Demetrius O'Mahony                 | -                                                                               |
| 1779             | 1785             | Duque de Aguilar                   | -                                                                               |
| 1786             | 1794             | José Agustín Llano y de la Quadra  | -                                                                               |
| 1814             | 1815             | Pedro Gómez Labrador               | Marquis de Labrador ; représentant espagnol au Congrès de Vienne                |
| 1842             | 1847             | José Agustín de Lecubarri          | -                                                                               |
| 1893             | 1895             | Juan Valera y Alcalá-Galiano       | -                                                                               |
| 1936             | 1938             | Eduardo García Comín               | -                                                                               |
| 1936             | 1938             | Juan Schwartz Díaz-Flores          | -                                                                               |
| ?                | 18 février 1985  | Juan Luis Pan de Soraluce y Olmos  | Comte de San Román. Avant 1985, pas indiqué dans le Bulletin officiel de l'État |
| 30 août 1985     | 23 juillet 1991  | Jesús Núñez Hernández              | -                                                                               |
| 23 juillet 1991  | 20 avril 1996    | Miguel Ángel Ochoa Brun            | -                                                                               |
| 20 juillet 1996  | 3 juin 2000      | Ricardo Díez-Hochleitner Rodríguez | -                                                                               |
| 1er juillet 2000 | 27 juillet 2004  | Raimundo Pérez-Hernández y Torra   | -                                                                               |
| 27 juillet 2004  | 28 juin 2008     | Juan Manuel de Barandica y Luxán   | -                                                                               |
| 28 juin 2008     | 27 juillet 2010  | Josep Maria Pons Irazazábal        | -                                                                               |
| 16 novembre 2010 | 20 avril 2013    | Yago Pico de Coaña y de Valicourt  | -                                                                               |
| 18 mai 2013      | 21 juillet 2017  | Alberto Carnero Fernández          | Incident diplomatique entre l'Amérique latine et l'Europe occidentale en 2013   |
| 21 juillet 2017  | 8 septembre 2020 | Juan Sunyé Mendía                  |                                                                                 |
| 8 septembre 2020 | actuelle         | Cristina Fraile Jiménez de Muñana  |                                                                                 |